# Жребче (съзвездие)
Жребче (в по-старите книги може да се намери като Малък кон) е предпоследното по големина съвременно съзвездие (по-малко е само Южен кръст). Въпреки малкия си размер и липсата на ярки звезди (най-ярките са от четвърта величина), то е сред 48-те съзвездия, описани от Птолемей.
Съзвездие Жребче или Малък кон се вижда от 22:00до 00:00 от юни до октомври.
1. ↑  Георги, Георги. [Уикипедия  Съзвездие Жребче] //   07.08.2024г.